# Померли в березні 2014
|  | Службовий список статей, створений для координації робіт з розвитку теми. Це попередження не встановлюється на інформаційні списки і глосарії. |

### 31 березня
- Жиловський Віктор Дмитрович, 82, передовик виробництва в кольоровій металургії, Герой Соціалістичної Праці, почесний громадянин Запоріжжя.

### 27 березня
- Мачулін Володимир Федорович, 63, український вчений у галузі елементної бази електроніки, академік Національної академії наук України (2009), Заслужений діяч науки і техніки України (1998), двічі лауреат Державної премії України в галузі науки і техніки (1994, 2003).
- Джеймс Шлезінгер, 85, американський економіст, політик та державний діяч, член Республіканської партії.

### 25 березня
- Третецький Василь Пилипович, 58, український громадський і політичний діяч, перший демократично обраний мер Миргорода (1994—2000); помер після замаху.[1][2]

### 24 березня
- Сашко Білий, 51, ветеран війни в Афганістані, Першої Чеченської Війни, координатор Правого Сектору в Західній Україні.

### 23 березня
- Адольфо Суарес, 81, голова уряду Іспанії (1976–1981).
- Мирослав Штепан, 68, чехословацький і чеський комуністичний політик.

### 22 березня
- Ребро Петро Павлович, 81, український поет, журналіст, гуморист і сатирик, громадський і культурний діяч.

### 20 березня
- Ілдералду Белліні, 83, бразильський футболіст, що грав на позиції захисника, дворазовий чемпіон світу.

### 18 березня
- Кокурін Сергій Вікторович, 36, прапорщик, убитий російськими окупантами в Сімферополі.
- Лусіус Шепард, 70, американський письменник.

### 16 березня
- Починок Олександр Петрович, 56, російський державний діяч, міністр з податків і зборів (1999-2000), міністр праці і соціального розвитку (2000-2004), економіст.
- Славкин Віктор Йосипович, 78, російський драматург.[3]

### 13 березня
- Катерина Козак, 117, найстаріша жінка на планеті.

### 12 березня
- Віра Хитілова, 85, чеський кінорежисер, авангардист і піонер чеського кінематографу.

### 8 березня
- Венді Г'юз, 61, австралійська акторка[4].

### 7 березня
- Кузнецов Анатолій Борисович, 83, радянський і російський актор, Народний артист Росії (1979).

### 2 березня
- Бородулін Ригор Іванович, 79, білоруський поет, есеїст і перекладач.

### 1 березня
- Ален Рене, 91, французький кінорежисер.